# إسماعيل قندوس
 إسماعيل قندوس (ولد في 12 نوفمبر 1997) هو لاعب كرة قدم مغربي، ويلعب في مركز الدفاع في نادي العروبة السعودي البلجيكي.